# Pied presseur
 (avril 2024).
La mise en forme du texte ne suit pas les recommandations de Wikipédia : il faut le « wikifier ».
Les points d'amélioration suivants sont les cas les plus fréquents. Le détail des points à revoir est peut-être précisé sur la page de discussion.
- Les titres sont pré-formatés par le logiciel. Ils ne sont ni en capitales, ni en gras.
- Le texte ne doit pas être écrit en capitales (les noms de famille non plus), ni en gras, ni en italique, ni en « petit »…
- Le gras n'est utilisé que pour surligner le titre de l'article dans l'introduction, une seule fois.
- L'italique est rarement utilisé : mots en langue étrangère, titres d'œuvres, noms de bateaux, etc.
- Les citations ne sont pas en italique mais en corps de texte normal. Elles sont entourées par des guillemets français : « et ».
- Les listes à puces sont à éviter, des paragraphes rédigés étant largement préférés. Les tableaux sont à réserver à la présentation de données structurées (résultats, etc.).
- Les appels de note de bas de page (petits chiffres en exposant, introduits par l'outil «  Source ») sont à placer entre la fin de phrase et le point final[comme ça].
- Les liens internes (vers d'autres articles de Wikipédia) sont à choisir avec parcimonie. Créez des liens vers des articles approfondissant le sujet. Les termes génériques sans rapport avec le sujet sont à éviter, ainsi que les répétitions de liens vers un même terme.
- Les liens externes sont à placer uniquement dans une section « Liens externes », à la fin de l'article. Ces liens sont à choisir avec parcimonie suivant les règles définies. Si un lien sert de source à l'article, son insertion dans le texte est à faire par les notes de bas de page.
- La présentation des références doit suivre les conventions bibliographiques. Il est recommandé d'utiliser les modèles {{Ouvrage}}, {{Chapitre}}, {{Article}}, {{Lien web}} et/ou {{Bibliographie}}. Le mode d'édition visuel peut mettre en forme automatiquement les références.
- Insérer une infobox (cadre d'informations à droite) n'est pas obligatoire pour parachever la mise en page.

Pour une aide détaillée, merci de consulter Aide:Wikification.
Si vous pensez que ces points ont été résolus, vous pouvez retirer ce bandeau et améliorer la mise en forme d'un autre article.
Pour les articles homonymes, voir Pied.

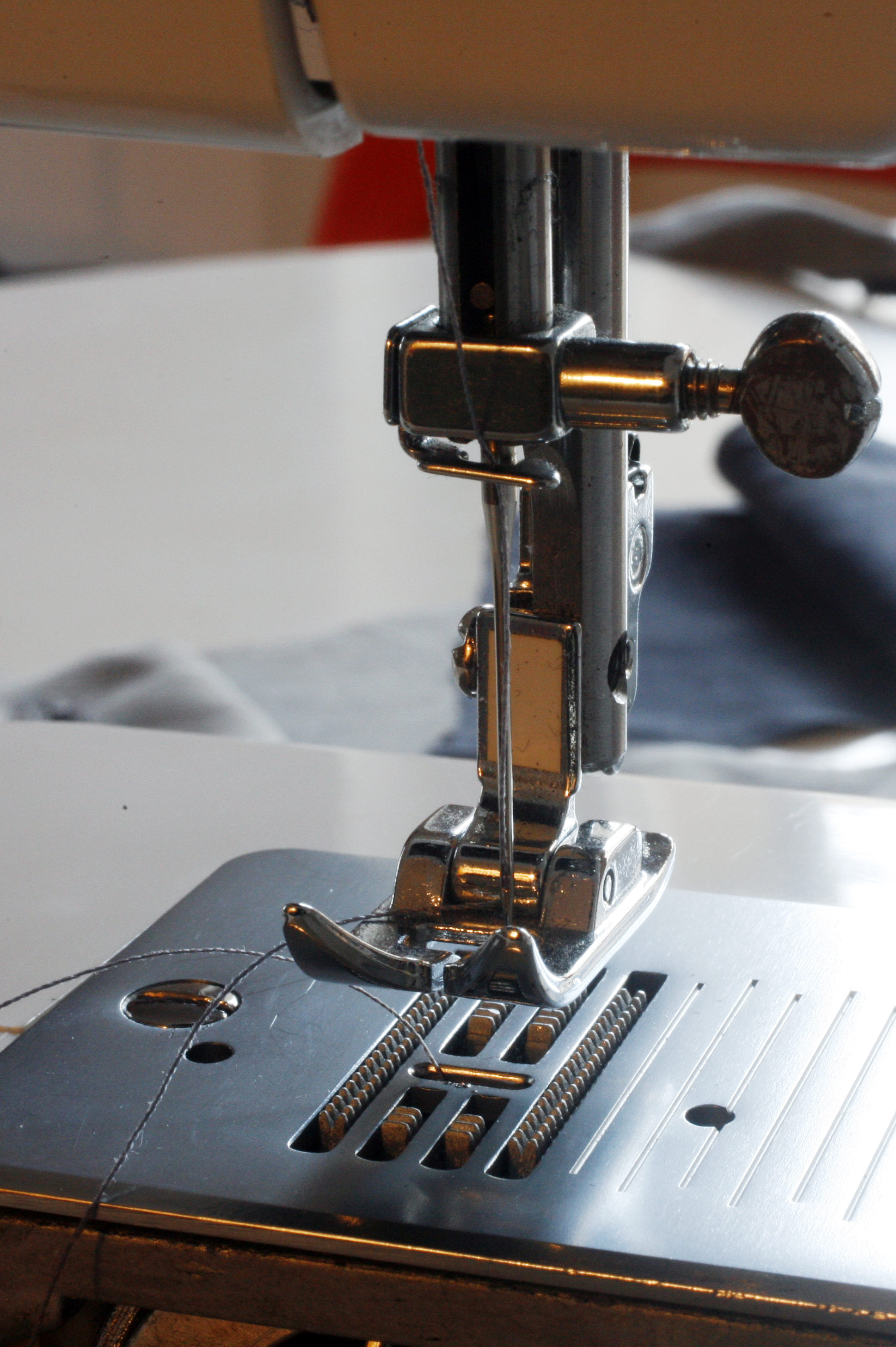
Un pied-de-biche pour machine à coudre.

Un pied presseur (ou pied-de-biche) est un accessoire utilisé avec les machines à coudre pour maintenir le tissu à plat pendant qu'il passe dans la machine et est cousu. Les machines à coudre comportent des griffes d'entraînement dans la plaque à aiguilles de la machine pour permettre au tissu de se déplacer au fur et à mesure de la couture, tandis que la personne qui coud guide le tissu d'une ou des deux mains pour le soutenir. Un pied-de-biche maintient le tissu à plat afin qu'il ne monte pas et ne descende pas avec l'aiguille et ne fronce pendant la couture. Lorsque des pièces particulièrement épaisses doivent être cousues, telles que des courtepointes, un accessoire spécialisé appelé pied presseur à double entrainement est souvent utilisé plutôt qu'un pied-de-biche.

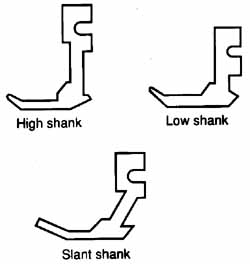
Un schéma des trois principaux types de pieds-de-biche (le pied à tige haute, le pied à tige basse et le pied à tige inclinée) utilisés dans les machines à coudre domestiques.

Il existe trois types de tige de pieds presseurs : les pieds presseurs à tige basse, à tige haute et à tige inclinée . Un pied presseur à tige basse mesure 0,5 pouces (12,7 mm) entre le bas du pied et le centre de la vis moletée tandis qu'un pied à tige haute mesure 1 pouces (25,4 mm) et un pied à tige inclinée est nettement incliné. Le type de pied requis par une machine donnée n'est pas interchangeable : une machine à tige basse n'acceptera qu'un pied presseur à tige basse, et une machine à tige haute uniquement un pied presseur à tige haute, et tout pied à tige basse ou à tige haute s'adaptera à toute machine à tige basse ou à tige haute correspondante ; un pied à tige inclinée ne peut être utilisé qu'avec une machine à aiguilles inclinées Singer et aucun autre (de même, une telle machine ne peut accepter aucun autre type de pied).

## Types de pieds presseurs
Les pieds presseurs les plus couramment usités sont le pied presseur standard et le pied presseur pour fermeture éclair, qui sont fournis en standard avec la plupart des machines domestiques. De plus, une gamme de pieds spécialisés a également été conçue pour répondre à un certain nombre d’utilisations. Parmi ceux-ci figurent, :
- pied pose biais , utilisé pour coudre une longue bande de tissu pliée et étroite qui est poser de part et d'autre du bord de la pièce à travailler
- pied à ourlet invisible
- pied de fixation pour boutons
- pied boutonnière
- pied à repriser
- pied fronceur
- pied pour fermeture éclair invisible
- pied ourlet étroit appelé aussi pied ourlet roulotté (existe en différentes tailles mesurées en mm de l'ourlet)
- pied ouvert
- pied surjeteur
- pied nervures (existe en différentes tailles mesurées en nombre de rainures)
- pied passepoil /cordage
- pied de couture d'un quart de pouce (6 mm)
- pied de couture quart de pouce pour quilting
- pied à roulettes
- pied pour point de satin ou point décoratif
- pied pour point droit
- pied de fixation de ruban utilisé pour les rubans étroits, le croquet, etc.

La plupart des pieds presseurs sont en acier ou en plastique transparent ; il existe également des pieds-de-biche en téflon ou autre matériau antiadhésif utilisés pour coudre du cuir, du plastique, du vinyle ou encore de la toile cirée.